# Honda J32A
J32A — двигун вироблений компанією Honda.
Встановлювався на автомобілі — Honda Inspire і Honda Saber, а також на Acura Vigor.
Характеристики J32A встановлюваного на Honda Inspire третього покоління (1998 — 2003) :
| Максимальна потужність, к.с. (кВт) при об./хв.          | 260 (191)/6100                                        |
| Максимальний крутний момент, кг * м (Н * м) при об./хв. | 32 (314)/3500                                         |
| Питома потужність, кг/к.с.                              | 5.96                                                  |
| Тип двигуна                                             | Water cooling V-type 6 cylinder horizontal range SOHC |
| Доп. інформація про двигун                              | Система зміни фаз газорозподілу                       |
| Використовуване паливо                                  | Бензин Premium (АІ-98)                                |
| Витрата палива в режимі 10/15, л/100 км                 | 10.8                                                  |
| Ступінь стиснення                                       | 10                                                    |
| Діаметр поршня, мм                                      | 89                                                    |
| Хід поршня, мм                                          | 86                                                    |